# بابا روتش
بابا روتش هي فرقة موسيقى روك أمريكية من فاكافيلي، كاليفورنيا. تأسست عام 1993. تألفت الفرقة بالأصل من المطرب جاكوبي شاديكس [الإنجليزية]، وعازف الجيتار جيري هورتون، وعازف الدرامز ديف باكنر، وعازف الجيتار ويل جيمس، وعازف الترومبون بن لوثر.
أصدرت الفرقة آخر البوماتها بعنوان Metamorphosis في 24 مارس، 2009. وباعت أكثر من 10 ملايين نسخة في جميع أنحاء العالم.

## روابط خارجية
- بابا روتش على موقع IMDb (الإنجليزية)
- بابا روتش على موقع ميوزك برينز (الإنجليزية)
- بابا روتش على موقع أول ميوزيك (الإنجليزية)
- بابا روتش على موقع ديسكوغز (الإنجليزية)